# 10 Persei

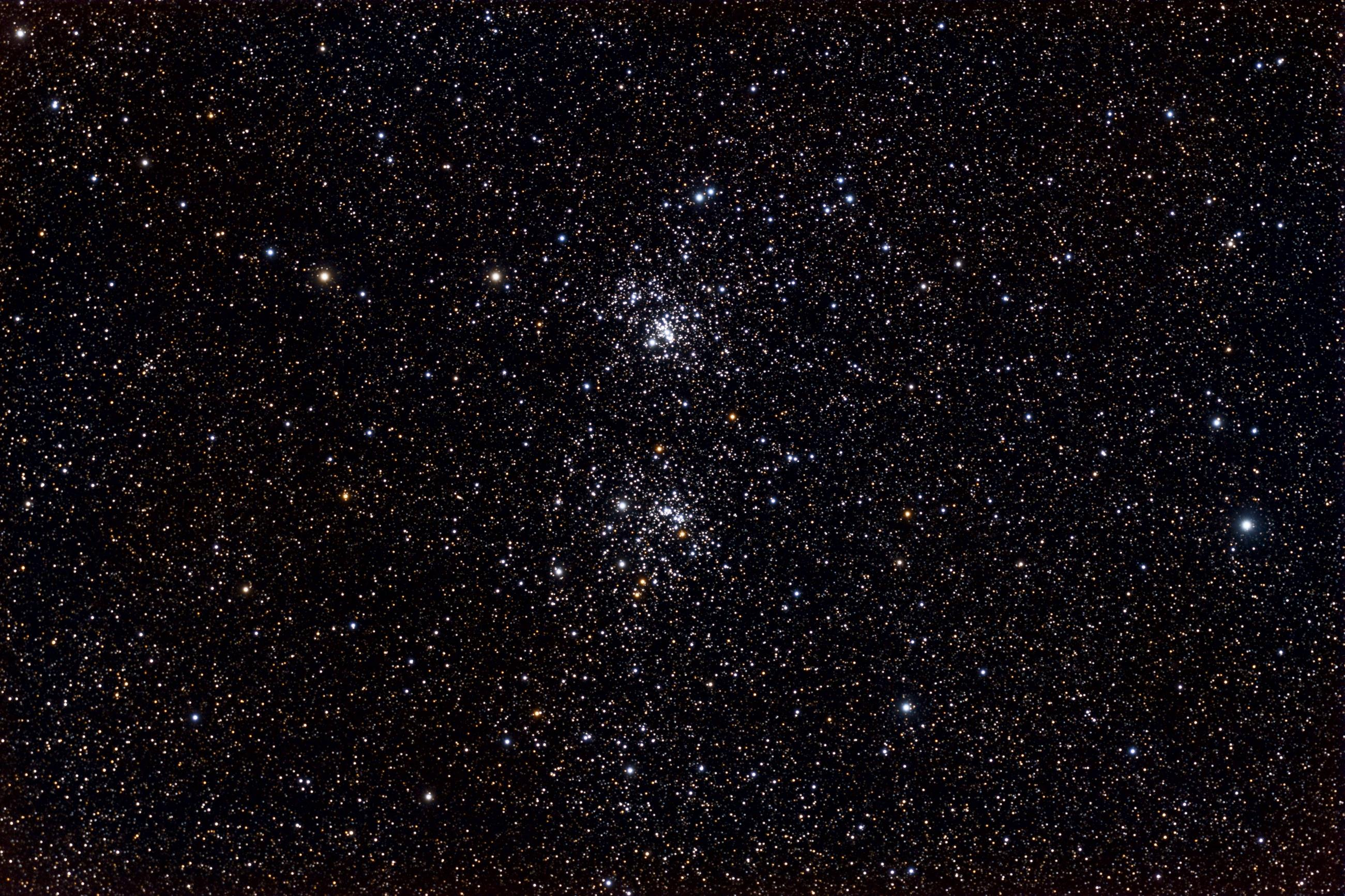
Dubbelhopen i Perseus (Caldwell 14). 10 Persei är den ljusstarka stjärnan nere till höger på bilden. Norr är åt vänster.

10 Persei, som är stjärnans Flamsteed-beteckning, är en ensam stjärna belägen i den nordvästra delen av stjärnbilden, Perseus som också har variabelbeteckningen V554 Persei. Den har en högsta skenbar magnitud på ca 6,26 och kräver åtminstone en handkikare för att kunna observeras. Baserat på parallax enligt Gaia Data Release 2 på ca 0,30 mas, beräknas den befinna sig på ett avstånd på ca 10 800 ljusår (ca 3 300 parsek) från solen. Den rör sig bort närmare solen med en heliocentrisk radialhastighet av ca -46 km/s. Stjärnan ingår i rörelsegruppen Perseus OB1 och anses ingå i Dubbelstjärnhopen.

## Egenskaper
10 Persei är vit till blå superjättestjärna av spektralklass B2 Ia. Den har en massa som är ca 26 solmassor, en radie som är ca 51 solradier och utsänder ca 250 000 gånger mera energi än solen från dess fotosfär vid en effektiv temperatur på ca 18 000 K.
10 Persei är en pulserande variabel av Alfa Cygni-typ (ACYG), som varierar mellan visuell magnitud +6,28 och 6,36 utan någon känd periodicitet.